# Republica Genova
Republica Genova (Repùbrica de Zena în ligură, Respublica Ianuensis în latină), în mod oficial până la 1528 și Communis Ianuensis Republica companion Serene de Genova în 1580 - cunoscută sub numele Superba, Stăpâna, Stăpâna Mărilor, Magnifica Republică - a fost un stat independent apărut prin fragmentarea Lombardiei. În Evul Mediu devine o republică puternică (una dintre așa-numitele Republici Maritime, celălalte fiind Republica Amalfi, Republica Pisa și Republica Veneției care-și asigura veniturile din comerț și războaie maritime.

## Istoria

### Întemeierea
În jurul anului 1096, Genova a început să devină oraș liber autonom în cadrul Sfântul Imperiu Roman. Această evoluție a depins de restructurarea organizării civice, care se cristalizează în jurul anului 1099 prin crearea unui consiliu al comunității (Compagna Communis) și de orientarea intereselor comerciale și politice spre Imperiul Bizantin și Orientul Apropiat. Ulterior republica participă la Prima Cruciadă (având dreptul de a utiliza crucea roșie ca emblemă). În urma acestei incursiuni republica întemeiază importante stabilimente comerciale în Constantinopol și câștigă teritorii pe coasta siro-palestiniană, în Creta și pe coasta Mării Negre. Inițial numită "Compagna Communis", numele de Republica a fost făcut oficial în 1528 la inițiativa amiralului Andrea Doria.
Genova a fost o republică guvernată încă din Evul Mediu de consuli, primari sau căpitani ai poporului. Orașul a fost primul care s-a declarat comunitate liberă în secolul al XI-lea, devenind o puternică republică maritimă. Printr-o reformă din secolul al XVI-lea orașul avansează la un sistem de guvernare oligarhică.

### Apogeul
Perioada de apogeu a republicii a fost marcată de conflictul cu Veneția, care începuse să se impună ca o mare putere navală după cea de-a patra Cruciadă. Prima confruntare a acestui conflict, desfășurată în apele Accrei, a fost decisă în 1257 în favoarea Veneției, care a câștigat astfel așezămintele comerciale din Accra. Împăratul Mihail al VIII-lea Paleologul, susținut de genovezi în lupta pentru recuperarea tronului său, a compensat politic dezechilibrul astfel rezultat prin acordarea de privilegii comerciale Genovei. Printre aceste privilegii se număra deschiderea de contoare comerciale pe coasta Asiei Mici, scutirea de vămi pe teritoriul Imperiului Bizantin și un monopol comercial în Marea Neagră, unde Veneția a fost practic exclusă. În Constantinopol genovezii au primit conform acestei decizii a împăratului o parte a cartierului venețian și Galata. În urma unui acord din 1288, comercianții genovezi se restabilesc în Accra.
Cel de-al doilea război veneto-genovez s-a încheiat indecis, deși Genova a repurtat o mare victorie navală în anul 1298, la Curzola, distrugând întreaga flotă venețiană comandată de dogele Andrea Dandolo. Pierderile genovezilor în această luptă au fost atât de mari, încât republica va prefera să încheie în 1299 la Milano o "pace eternă" cu Veneția. Războiul nu a mai fost declarat, într-adevăr, dar la jumătatea secolului al XIV-lea Genova ajunge să controleze prin punctul naval de la Kavak comerțul în Marea Neagră, ceea ce a devenit o sursă de conflicte atât cu Veneția cât și cu Imperiul Bizantin. În 1350 Genova ocupă Negroponte și se aliază cu Imperiul Otoman împotriva Bizanțului. Conflictul cu Veneția reizbucnește din această cauză. Venețienii se aliază în acest conflict cu Aragonul și se angajează să lupte „până la destabilizarea, distrugerea și exterminarea finală a genovezilor”.  În 1351 este obligat și împăratul bizantin să intre în această coaliție. Amiralul genovez Paganino Doria asediază în cadrul conflictului cetatea Oreos de pe insula Eubeea, unde se adăpostise amiralul venețian Niccolo Pisani. Asediul a fost întrerupt odată cu apariția unei escadre aragoneze în Marea Egee. Armada genoveză se înfruntă cu cea venețiano-aragoneză în Bosfor. Ambele flote suferă pierderi foarte mari, și bizantinii sunt obligați să accepte o pace impusă de genovezi, care la rândul lor vor suferi, în 1353, înfrângeri în apele Sardiniei. Tratativele de pace cu Veneția eșuează, astfel încât amiralul Doria își reorganizează flota, ocupă Parento în Istria și îi înfrânge pe venețieni lângă Navarino, în 1354. Aceștia din urmă sunt obligați să plătească Genevei despăgubiri semnificative.
Ultimul război veneto-genovez a fost declanșat în Cipru, unde, în timpul ceremoniei de încoronare a lui Pierre al II-lea de Lusignan din 1373, se ajunge la un conflict diplomatic între consulii celor două republici. Într-o nouă constelație a conflictului Genova a înfruntat alături de Ungaria, Austria și Padova Veneția, care se aliase cu Bizanțul și Ciprul. În 1379 amiralul genovez Luciano Doria asediază chiar Veneția, ajungând până la Chioggia, în lagună. După o mobilizare generală venețienii reușesc să încercuiască flota genoveză de la Chioggia. La 24 iuie 1380 genovezii capitulează necondiționat și după alte confruntări în decursul anului 1381, semnează „Pacea de la Torino” cu Veneția. Aceasta își va continua și după încheierea păcii politica de expansiune în Mediterana orientală, pe când Genova va fi măcinată de lupte interne, care determină în 1396 căderea republicii sub dominația Franței. Această dominație va alterna cu cea milaneză până în 1528.
Andrea Doria a reușit, în 1528, să reinstaureze independența republicii punând de acord cele mai puternice 250 de familii ale orașului. Aceste familii au avut sarcina de a alege Marele Consiliu care, la fiecare doi ani, alegea pe cei doi dogi care reprezentau Republica. 
Instituția dogală a fost menținută, cu unele reforme, până la cucerirea de către Napoleon Bonaparte în 1797.

### Colonizarea genoveză
La începutul secolului al XI-lea Republica Genova era compusă din orașul Genova și zonele limitrofe, iar în 1015, datorită dezvoltării comerțului, întreaga Ligurie făcea parte din această republică. După prima cruciadă, în 1098, Republica Genova a câștigat așezări în Siria. Majoritatea dintre ele au fost pierdute în timpul campaniilor lui Saladin. În 1261 orașul Izmir a devenit teritoriu genovez. În urma primului război cu Veneția Genova a înființat în ultimul sfert al secolului al XIII-lea colonia Caffa din Crimeea. În anii următori, genovezii au stabilit colonii de Soldaia, Cherco și Cembalo. În 1275 insulele Chios și Samos au fost cedate acestei republici de către Imperiul Bizantin. Între 1316 și 1332 Genova a stabilit primele colonii de la Marea Neagră, la Tana și Samsun. În 1355 i-a fost acordată insula Lesbos. La sfârșitul secolului al XIV-lea a fost înființată colonia de Samastri, iar cetatea cea mai puternică din Cipru, Famagusta, a intrat în componența republicii.
În această perioadă Republica Genova controla, de asemenea, un sfert din Constantinopol, capitala Imperiului Bizantin, și Trebizonda, capitală a Imperiului de Trebizonda. Începând cu anul 1348, odată cu amplasarea unei baze navale genoveze la Kavak, în Bosfor, republica și-a extins coloniile genoveze la Marea Neagră.
Majoritatea teritoriilor genoveze au fost cucerite de către Imperiul Otoman în secolul al XV-lea.

### Declinul
În 1797, Napoleon Bonaparte a cucerit aproape întreaga regiune Liguria, creând mai întâi noua Republică Ligurică (anexată apoi Imperiului Francez, în 1805), după ce a detronat pe ultimul doge, Giacomo Maria Brignole. 
În 1814 orașul și-a recăpătat efemer independența, sub numele de Republica Genova, pentru mai puțin de un an. După căderea definitivă a lui Napoleon, delegații de la Congresul de la Viena au stabilit, în ciuda principiului care prevedea restaurarea situației de dinainte de Revoluția franceză, anexarea de către Piemont (Regatul Sardiniei), condus de casa regală de Savoia, a teritoriilor din Republica Genova - și apoi ale întregii Ligurii. În ciuda ostilității populației față de noii conducători și a opoziției senatului, condus de prim-ministrul Girolamo Serra, Genova nu a primit un guvern republican independent.

## Vezi si
- Colonii genoveze din România